# Dreikaiserjahr
Das Jahr 1888 ist als Dreikaiserjahr in die deutsche Geschichte eingegangen.
Auf Kaiser Wilhelm I., der am 9. März in Berlin starb, folgte sein an Kehlkopfkrebs erkrankter Sohn Friedrich Wilhelm als Kaiser Friedrich III., der nach 99 Tagen Regentschaft am 15. Juni in Potsdam starb. Ihm folgte am selben Tag sein ältester Sohn Friedrich Wilhelm, der als Kaiser Wilhelm II. den Thron als Deutscher Kaiser und König von Preußen bestieg. Innerhalb von nur vier Monaten wurde das Deutsche Reich somit von drei Kaisern aus unmittelbar aufeinanderfolgenden Generationen regiert.

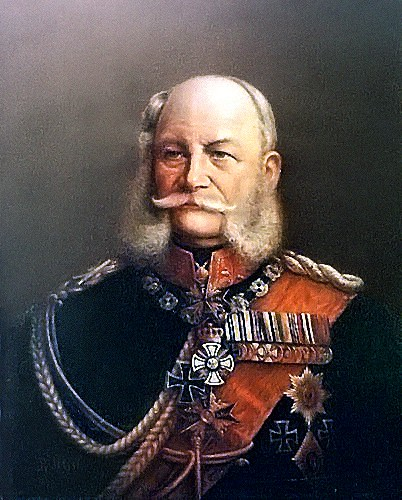
Wilhelm I. 1871–1888
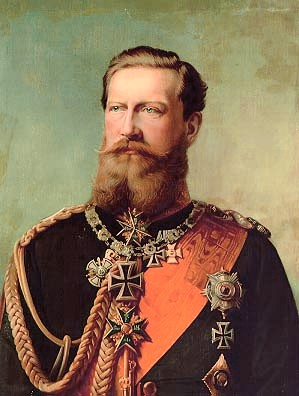
Friedrich III. 1888
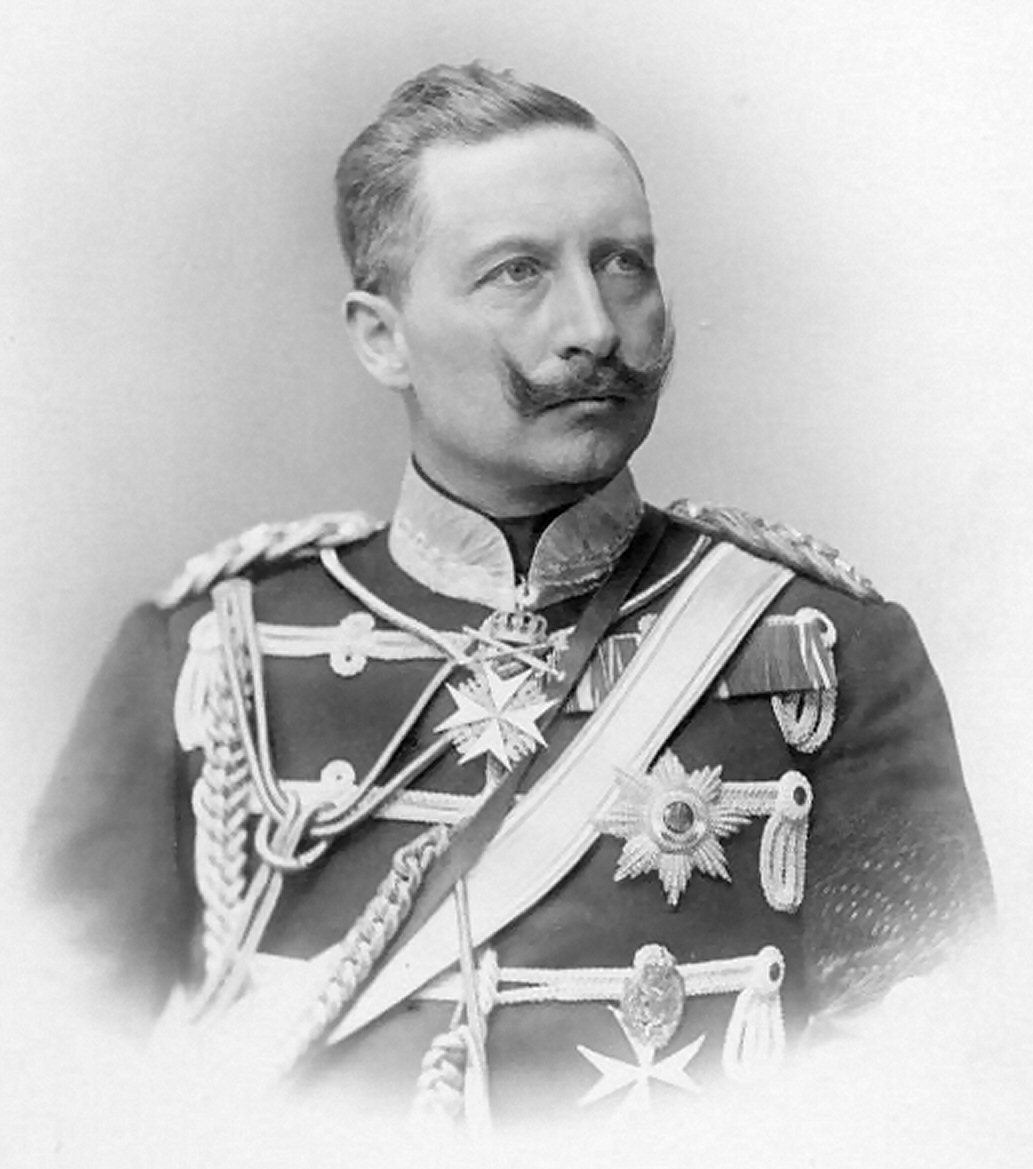
Wilhelm II. 1888–1918

## Numismatik
Im Dreikaiserjahr wurde lediglich ein Münzwert mit jeweils dem Abbild eines der drei 1888 regierenden Kaiser geprägt. Die 20-Mark-Goldmünze wurde in der Münzstätte Berlin (A) mit folgenden Gesamtprägezahlen ausgeführt:
- Wilhelm I. (Jaeger 246): 533.854 Exemplare,
- Friedrich III. (Jaeger 248): 5.363.501 Exemplare und
- Wilhelm II. (Jaeger 250): 755.512 Exemplare.

Das aus diesen drei Münzen bestehende Set ist in Sammlerkreisen begehrt und erreicht je nach Erhaltungsgrad hohe Verkaufspreise. Einige Münzwerte wurden 1888 nur für zwei der drei Kaiser aufgelegt: Die 2-Mark- und die 5-Mark-Silbermünze wurden 1888 nur mit Friedrich III. und Wilhelm II., die 10-Mark-Goldmünze wurde nur mit Wilhelm I. und Friedrich III. geprägt.

## Trivia

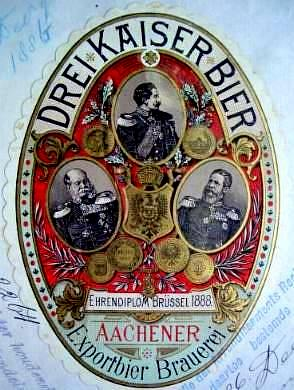
Drei-Kaiser-Bier

- Im Zusammenhang mit dem Dreikaiserjahr entstand im Volksmund der Spruch: „Wilhelm I. war der greise Kaiser, Friedrich III. der weise (oder ‚leise‘) Kaiser und Wilhelm II. der Reisekaiser.“ Damit wurde auf das mit fast 91 Jahren hohe Lebensalter Wilhelms I. und auf die kurz vor der Thronbesteigung aufgetretene, durch Kehlkopfkrebs ausgelöste Stummheit Friedrichs III. Bezug genommen.
- Folgender Spruch kann helfen, sich das Dreikaiserjahr zu merken: „Eins und dreimal acht: Drei Kaiser an der Macht“.
- In der Antike gab es 69 n. Chr. ein Vierkaiserjahr, 193 n. Chr. ein Zweites Vierkaiserjahr sowie 238 n. Chr. ein Sechskaiserjahr. In Ersterem stritten sich nach Neros Tod vier potentielle Nachfolger um die Herrschaft im Römischen Reich. Dabei setzte sich Vespasian durch und begründete damit die Dynastie der Flavier.
- Das Jahr 1888 wurde wegen der Form der letzten drei Ziffern humorvoll Dreibrezeljahr genannt.
- Zum Dreikaiserjahr gab die Aachener Exportbier-Brauerei ein „Drei-Kaiser-Bier“ heraus, das bei der Gewerbeausstellung in Brüssel ein Ehrendiplom erhielt.